# АК-630М-2
АК-630М-2 «Дуэт» — российская корабельная 30 мм автоматическая артиллерийская установка с двумя шестиствольными вращающимися орудиями АО-18.
АК-630М-2 «Дуэт» предназначен для оснащения ракетно-пушечных комплексов противоракетной обороны (ПРО) кораблей военно-морского флота (ВМФ) в ближней зоне, то есть в первую очередь для уничтожения противокорабельных ракет (ПКР), и других видов управляемого оружия. Может также выполнять задачи по уничтожению самолётов, вертолётов и других средств воздушного нападения противника, поражению малоразмерных морских надводных и береговых целей.

## Конструкция
Система выполнена по схеме многоствольного оружия с вращающимся блоком стволов (схема Гатлинга). Автоматика работает за счёт энергии пороховых газов, в отличие от зарубежных аналогов («Фаланкс», «Голкипер») не требует внешнего источника энергии для вращения блока стволов. Основа всех установок этого семейства – автоматические пушки АО-18 калибра 30 мм. Пушки расположены одна над другой (расстояние между осями блоков стволов – 320 мм). Является модернизацией комплекса АК-630М1-2 «Рой», от которого визуально отличается башней, имеющей меньшую радиолокационную заметность.

## Тактико-технические характеристики
- Калибр: 30 мм
- Вооружение: два шестиствольных автомата АО-18
- Патрон: 30 × 165 мм
- Темп стрельбы: 10 000 выстрелов/мин.
- Максимальная дальность ведения огня: 4000—5000 м
- Начальная скорость снаряда: 875+25 м/с

## Основные пользователи АК-630М-2
Россия

## Корабли, оснащённые АК-630М-2
Согласно проекту, одна установка АК-630М-2 расположена в корме малых ракетных кораблей проекта 21631. 8 из 12 заложенных кораблей этого проекта сейчас служат в составе Черноморского флота, Балтийского флота и Каспийской флотилии ВМФ России, 9-й готовится к сдаче флоту, и ещё три строятся на Зеленодольском ССЗ имени А. М. Горького и по плану должны войти в состав Черноморского и Балтийского флотов в 2020-2022 годах. Также одна установка «Дуэт» входит в состав вооружения находящегося на вооружении ДКБФ большого десантного корабля (БДК) «Иван Грен» и построенного на судостроительном заводе «Янтарь» в Калининграде и проходящего испытания однотипного БДК проекта 11711 «Пётр Моргунов».